# Unscripted
Unscripted é uma série norte-americana de comédia dramática, transmitida pela HBO no início de 2005. A série foi amplamente improvisada por seus artistas. Possui produção executiva de Steven Soderbergh, George Clooney e Grant Heslov. Unscripted é a segunda série da HBO em que Clooney e Soderbergh colaboraram, depois de K Street. Clooney dirigiu os primeiros cinco episódios.

## Enredo
Unscripted segue as aventuras de três atores com dificuldades, que estão todos na mesma escola de atuação em Los Angeles, Califórnia, enquanto eles passam dos testes à rejeição. Todos os três atuam sozinhos e o programa mistura fatos com ficção. Ele apresenta muitas aparições de celebridades interpretando-se em projetos nos quais estão envolvidos, como Brad Pitt, Angelina Jolie, Noah Wyle, Hank Azaria, Richard Kind, Meryl Streep, Uma Thurman, Jon Lovitz, Shia LaBeouf, Keanu Reeves, Sam Rockwell, Bonnie Hunt, George Lopez, Barry Corbin, o diretor Doug Liman e o produtor Akiva Goldsman.

## Elenco
- Bryan Greenberg - Um jovem ator realizando inúmeros testes. É frustrado em sua ocupação, devido aos contratos duvidosos e sua falta de relevância. O papel na vida real de Greenberg no programa One Tree Hill, bem como seu papel no filme Prime, são incorporados à série.[2]
- Krista Allen - Uma mãe solteira e atriz mais conhecida por sua aparência do que por seu talento. Muitas vezes rotulada em anúncios como a "garota sexy", ela raramente é levada a sério e, quando surgem oportunidades, é substituída por alguém com maior relevância.
- Jennifer Hall - Uma atriz que seus agentes consideram insuficientemente atraente, aceitando pequenos papéis em grandes produções cinematográficas.
- Goddard Fulton (Frank Langella) - O professor severo, mas paternal, dos protagonistas. Apesar de manter distância de seus alunos fora da escola, Fulton os ajuda como pode na sala de aula.

## Recepção
Unscripted recebeu críticas mistas. Nathan Rabin do The A.V. Club escreveu: "Na sua forma mais agridoce, Unscripted captura a vulnerabilidade dos atores lutando contra aquela voz interna irritante que diz que talvez eles simplesmente não estejam fadados a se tornarem grandes, e suas carreiras atingirão o auge com pequenos papéis, pornografia leve ou papéis em novelas ou seriados de segunda categoria." Tom Shales do The Washington Post escreveu uma crítica positiva, dizendo: "Se há algo que a televisão não precisa - ou assim você pensa - é outro programa sobre o show business...[mas] Unscripted consegue de forma credível e divertida desglamourizar uma ocupação que a maioria de nós provavelmente ainda considera excitante e brilhante, mesmo em seu nível mais rudimentar” e “definitivamente atinge você da mesma forma que programas bons, mas peculiares”.
Tim Goodman do San Francisco Chronicle foi mais crítico, afirmando que "este programa no estilo cinéma vérité mistura ficção e realidade de uma forma que é - qual é a palavra? - confusa. Não é nem que a série seja interna. A outra série da HBO sobre atores de Los Angeles, Entourage, é tão interior que você precisará de uma Daily Variety para encontrar o caminho de volta. A diferença é que a série é atraente." Ele concluiu: "Unscripted certamente se sai melhor tentando humor do que tentando atrair simpatia, mas falta algo."

## DVD
A série inteira foi lançada no DVD nos Estados Unidos em 18 de outubro de 2005, pela HBO Home Video.